# Pertusaria dissita
Pertusaria dissita är en lavart som beskrevs av Elix & A. W. Archer. Pertusaria dissita ingår i släktet Pertusaria och familjen Pertusariaceae.   Inga underarter finns listade i Catalogue of Life.